# Pretty Little Stranger
Pretty Little Stranger är ett album från 2006 av Joan Osborne. Det var hennes första för Vanguard Records och utmärker sig som hennes mest countryinfluerade.

## Låtlista
1. "Pretty Little Things" (Joan Osborne) - 4:24
2. "Holy Waters" (Patty Griffin/Craig Ross) - 4:04
3. "Brokedown Palace" (Jerry Garcia/Robert Hunter) - 4:02
4. "What You Are" (Joan Osborne/Andreas Uetz) - 5:51
5. "Shake That Devil" (Joan Osborne) - 4:27
6. "Time Won't Tell" (Joan Osborne) - 4:19
7. "Please Don't Tell Me How the Story Ends" (Kris Kristofferson) - 4:01
8. "Who Divided" (Jerry Garcia/Robert Hunter) - 4:15
9. "Till I Get It Right" (Larry Henley/Red Lane) - 3:54
10. "Dead Roses" (Larry Henley/Red Lane) - 3:48
11. "After Jane" (Joan Osborne) - 5:04
12. "When the Blue Hour Comes" (Rodney Crowell/Will Jennings/Roy Orbison) - 3:00